# Астрална подмуклост: Црвена врата
Астрална подмуклост: Црвена врата (енгл. Insidious: The Red Door) је амерички натприродни хорор филм из 2023, режисера Патрика Вилсона и сценаристе Скота Тимса наставак филма Астрална подмуклост: Поглавље 4.

## Улоге
| Глумац          | Улога              |
| --------------- | ------------------ |
| Тај Симпкинс    | Долтон Ламберт     |
| Патрик Вилсон   | Џош Ламберт        |
| Роуз Берн       | Ренај Ламберт      |
| Синклер Данијел | Крис Винслоу       |
| Хиам Абас       | професорка Армаган |
| Ендру Астор     | Фостер Ламберт     |
| Џулијана Дејвис | Кали Ламберт       |
| Стив Колтер     | Ник                |
| Џастин Стерџис  | Алек Андерсон      |
| Лин Шеј         | Елиза Рајнер       |